# درگیری ۲۰۲۰–۲۰۲۱ چین و هند
درگیری ۲۰۲۰–۲۰۲۱ چین و هند (انگلیسی: 2020–2021 China–India skirmishes) بخشی از یک درگیری ادامه‌دار میان نظامیان هند و چین در منطقه مرزی لداخ بود که از ۵ مه ۲۰۲۰ جریان داشت، این منطقه در شمال ایالت جامو و کشمیر در خط کنترل واقعی قرار دارد و در یک درگیری سخت و مبارزه تن به تن دست‌کم ۲۰ سرباز هندی کشته شدند.